# BSMT2000
A BSMT2000 egy audio digitális jelfeldolgozó processzor (DSP); Brian Schmidt tervezte, különböző flipper (pinball) és videójátékokban való felhasználásra (nevezetesen a Data East flipperautomatákban, csakúgy mint utódaiban, a Sega Pinball és Stern Pinball gépekben).
A csip a Texas Instruments TMS320C15 digitális jelfeldolgozó processzor egy speciális maszkolt ROM-os változata. A beágyazott kód lehetővé teszi a programozó számára maximum 11 hangminta használatát / lejátszását 24 kHz-es mintavételezési frekvenciával, valamint egy igény szerinti ADPCM formátumú csatorna használatát.
A csip neve a „Brian Schmidt Egércsapdája” (Brian Schmidt's Mouse Trap) rövidítéséből származik.
A BSMT2000 csipet először az 1991-es Batman játékgépekben alkalmazták, és a 2003-as Terminator 3: Rise of the Machines játékban használták utoljára.
2003-ban a BSMT csip készleteinek kimerülése miatt, a Stern a csipnek egy hardveresen emulált változatát használta fel a WhiteStar II flipper hardverében – egy Atmel AT91SAM CPU-val és három Xilinx FPGA-val megvalósított eszközt – a korábbi WhiteStar-alapú flipperekkel visszafelé való kompatibilitás fenntartása érdekében.
A BSMT2000-et jelenleg számos videójáték-emulátor emulálja, pl. a MAME, PinMAME, és az M1 Audio Hardware Emulator is.

## Fordítás
Ez a szócikk részben vagy egészben  a   BSMT2000 című angol Wikipédia-szócikk ezen változatának fordításán alapul.  Az eredeti cikk szerkesztőit annak laptörténete sorolja fel. Ez a jelzés csupán a megfogalmazás eredetét és a szerzői jogokat jelzi, nem szolgál a cikkben szereplő információk forrásmegjelöléseként.